# 太平镇 (湛江市)
太平镇，是中华人民共和国广东省湛江市麻章区下辖的一个乡镇级行政单位。

## 行政区划
太平镇下辖以下地区：
太平社区、造甲村、新联村、调浪村、塘边村、洋村、通明村、卜品村、北山村、六礼村、岭头村、吕宅村、仙村、东岸村、陈肖渔村、王村、山后村、南夏村、里光村、六坑村和其连村。